# Apeadero de Horta
Horta fue un apeadero de la línea de ferrocarril de Barcelona a Francia, en servicio entre 1854 y 1917, ubicado junto a la riera de Horta, en San Martín de Provensals, municipio agregado a Barcelona en 1897.

## Situación ferroviaria
Estaba ubicado en el punto kilométrico 5 de la línea férrea de Barcelona a Granollers, entre las estaciones del Clot (por entonces ubicada en el actual Parque del Clot) y San Andrés (hoy San Andrés Condal).

## Historia
El apeadero de Horta fue una de las nueve estaciones que originalmente formaron parte de la línea ferroviaria de Barcelona a Granollers, la segunda inaugurada en Cataluña. Construida por la compañía Camino de Hierro del Norte, entró en servicio el 22 de julio de 1854, y posteriormente fue prolongada hasta Gerona (1862) y Francia (1878).
La estación estaba emplazada justo antes de un puente de piedra, que se construyó sobre las vías del tren para canalizar la riera de Horta, un torrente y camino carretero que marcaba la frontera entre San Martín de Provensals y San Andrés de Palomar, originalmente municipios independientes de Barcelona. Se trataba de un paraje aislado, entre campos de cultivo, sin enlaces con otros medios de transporte y a media hora a pie del municipio de Horta. Fue una de las estaciones con menor tráfico de viajeros de la línea, con un promedio de 30 pasajeros diarios en 1859.
Tras múltiples fusiones, la línea acabó integrada en la red catalana de la MZA, que a principios del siglo XX llevó a cabo una importante reestructuración de sus estaciones. El apeadero quedó engullido por una nueva estación de mercancías construida en La Sagrera, que entró en servicio en 1922, y que se extendía desde el puente de Espronceda al puente de la riera de Horta, que fue reconstruido.